# Daniel Valero
Daniel Valero (Jerez de la Frontera, 1994), conocido también como Tigrillo, es un youtuber, escritor, periodista, redactor de televisión y activista por los derechos LGBT español.

## Trayectoria
El 7 de junio de 2019 publicó su primera obra como autor, LGTB para principiantes, un libro que busca desmentir todos los bulos y falsas creencias asociadas a las personas LGBT en España, para así permitir a quienes lo lean acercarse a la realidad de este colectivo.
En 2020 fue galardonado con el Premio Arcoíris por el ayuntamiento de Jerez de la Frontera, por su labor concienciando a la juventud de la realidad de las personas LGBT.
El 7 de febrero de 2022 publicó su segundo libro, El niño que no fui, una obra autobiográfica sobre la brutal violencia hómofoba que sufrió por parte de todo su entorno durante su infancia y adolescencia. En noviembre de ese mismo año fue galardonado con el Premio Las Horas en el XXV FanCineGay, por su continua lucha y activismo en redes a favor de los derechos LGBT.
En junio de 2023 fue entrevistado en el programa de televisión El intermedio, en el que habló sobre su experiencia de soledad y aislamiento durante su infancia debido a su homosexualidad, así como sobre su segunda obra.
En 2023 protagonizó junto con la estilista Adriana Boho una campaña por el diagnóstico y detección temprana del VIH, lanzada por la Coordinadora Estatal de VIH y Sida (Cesida).

## Reconocimientos
En 2020, la Delegación de Igualdad del Ayuntamiento de Jerez de la Frontera concedió a Valero el Premio Arcoíris, valorando su labor en la erradicación de cualquier discriminación a las personas LGBT.
En 2023, Valero fue incluido entre las 100 personas más influyentes en redes sociales en la lista de Forbes Best Content Creators. Ese mismo año, recibió uno de los Premios Orgullo de Ser 2023 que concede el sindicato Comisiones Obreras en reconocimiento a la lucha, activismo y visibilización de los derechos de las personas LGBT.
En 2024, el Colectivo de Lesbianas, Gays, Transexuales, Bisexuales e Intersexuales de Madrid (COGAM) entregó el Premio Triángulo de Comunicación a Daniel Valero ‘Tigrillo’ en la 34ª edición de los galardones, por haber contribuido a la visibilidad y defensa de los derechos LGBT. Ese mismo año, recibió uno de los premios Tacón de Huelva, entregados durante la Gala Drag de dicha ciudad.

## Obra
- LGTB para principiantes (Mueve tu Lengua Ediciones, 2019)
- El niño que no fui (Egales, 2022)